# Hochwasserdenkmal (Balingen)

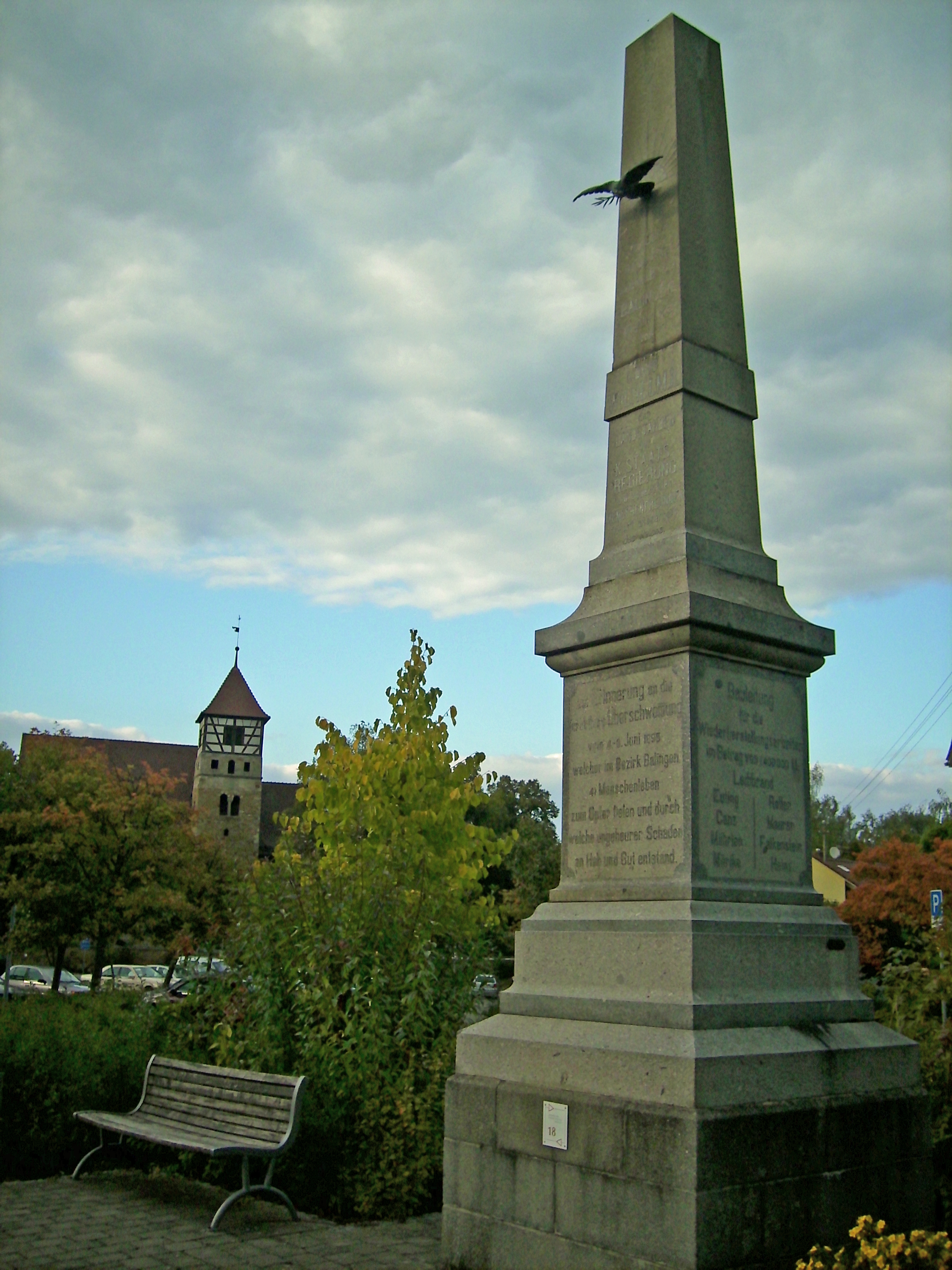
Hochwasserdenkmal in Balingen (im Hintergrund die Friedhofskirche)

Das Hochwasserdenkmal in Balingen, der Kreisstadt des Zollernalbkreises in Baden-Württemberg, wurde nach dem Hochwasser der Eyach von 1895 errichtet. Das Denkmal an der Paulinenstraße/Ecke Robert-Wahl-Straße (an der Eyachbrücke) ist ein geschütztes Kulturdenkmal.
Der Obelisk aus Granit des Fichtelgebirges mit Inschriften und vollplastischer Taube erinnert an die 41 Bürger der Stadt, die bei der Überschwemmung vom 5. bis 7. Juni 1895 zu Tode kamen.